# Kabinet-Aso
Het kabinet–Aso (Japans: 麻生内閣) was de regering van het Keizerrijk Japan van 24 september 2008 tot 16 september 2009.

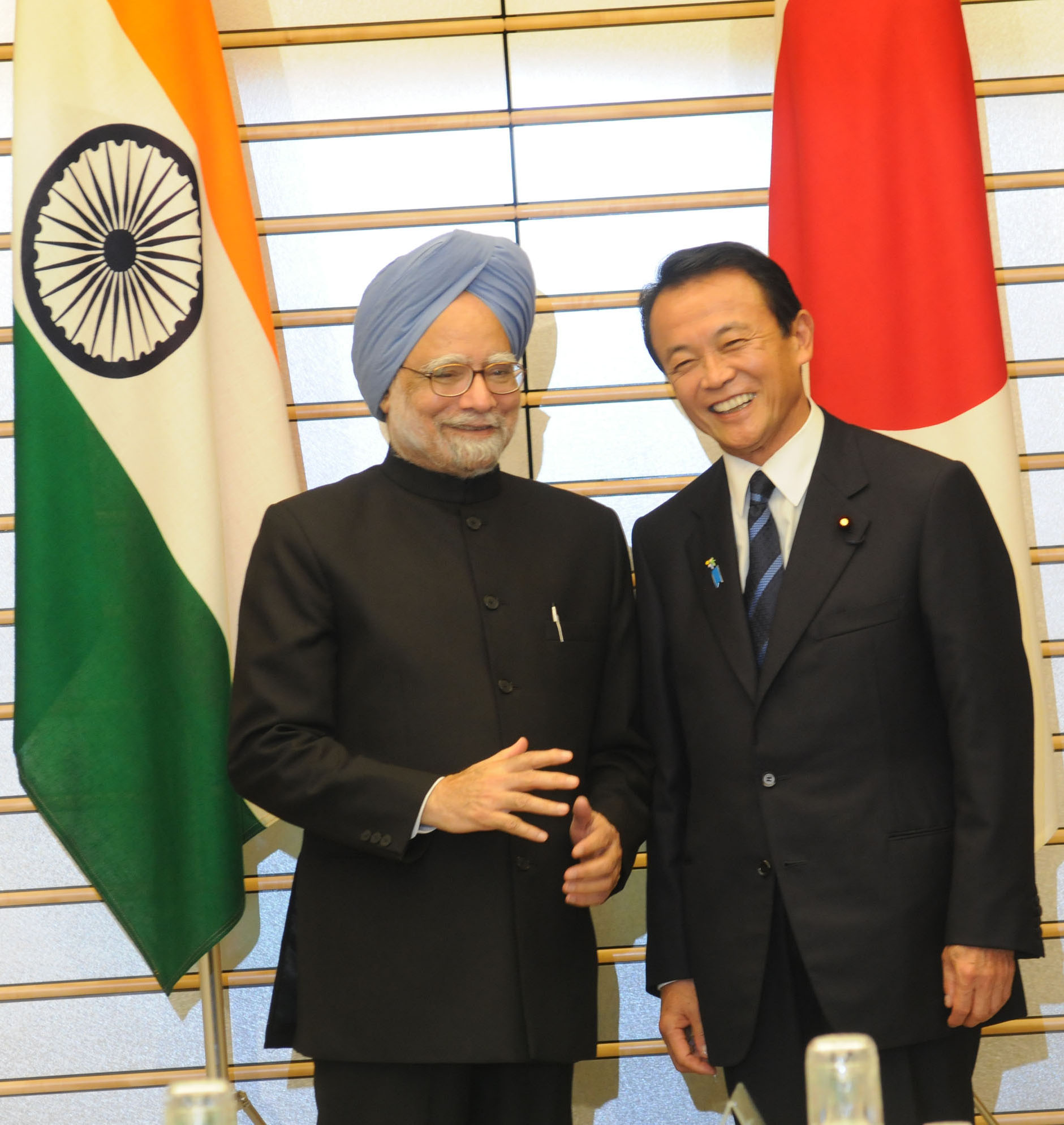
Premier van India Manmohan Singh en premier Taro Aso in het kantoor van de Japanse premier in Tokio op 22 oktober 2008.

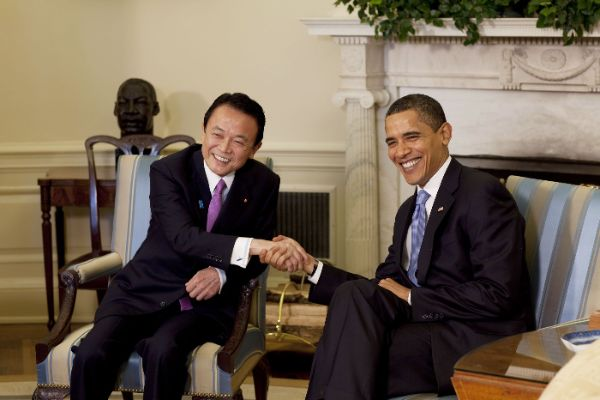
Premier Taro Aso en president van de Verenigde Staten Barack Obama tijdens een werkbezoek aan het Witte Huis op 24 februari 2009.

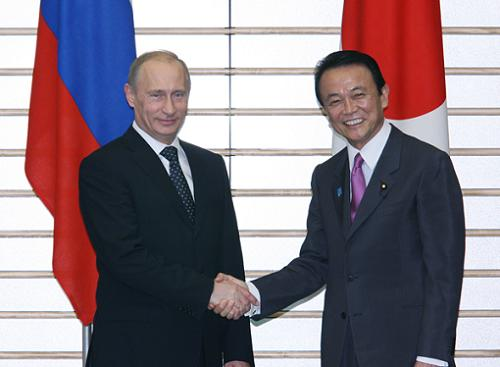
Premier van Rusland Vladimir Poetin en premier Taro Aso in het kantoor van de Japanse premier in Tokio op 12 mei 2009.

## Kabinet–Aso (2008–2009)
| Ambtsbekleder                          | Ambtsbekleder     | Ambtsbekleder                         | Functie                                                           | Ambtstermijn      | Ambtstermijn      | Partij |
| -------------------------------------- | ----------------- | ------------------------------------- | ----------------------------------------------------------------- | ----------------- | ----------------- | ------ |
|                                        | Taro Aso          | Taro Aso 麻生太郎 (1940)              | Premier                                                           | 24 september 2008 | 16 september 2009 | LDP    |
|                                        | Takeo Kawamura    | Takeo Kawamura 河村建夫 (1942)        | Secretaris- generaal                                              | 24 september 2008 | 16 september 2009 | LDP    |
|                                        | Kunio Hatoyama    | Kunio Hatoyama 鳩山邦夫 (1948–2016)   | Minister van Binnenlandse Zaken en Communicatie                   | 24 september 2008 | 1 juli 2009       | LDP    |
|                                        | Tsutomu Sato      | Tsutomu Sato 佐藤勉 (1952)            | Minister van Binnenlandse Zaken en Communicatie                   | 1 juli 2009       | 16 september 2009 | LDP    |
|                                        | Hirofumi Nakasone | Hirofumi Nakasone 中曽根弘文 (1945)   | Minister van Buitenlandse Zaken                                   | 24 september 2008 | 16 september 2009 | LDP    |
|                                        | Shoichi Nakagawa  | Shoichi Nakagawa 中川昭一 (1953–2009) | Minister van Financiën                                            | 24 september 2008 | 17 februari 2009  | LDP    |
|                                        | Kaoru Yosano      | Kaoru Yosano 与謝野馨 (1938–2017)     | Minister van Financiën                                            | 17 februari 2009  | 16 september 2009 | LDP    |
|                                        | Eisuke Mori       | Eisuke Mori 森英介 (1948)             | Minister van Justitie                                             | 24 september 2008 | 16 september 2009 | LDP    |
|                                        | Toshihiro Nikai   | Toshihiro Nikai 二階俊博 (1939)       | Minister van Economische Zaken                                    | 1 augustus 2008   | 16 september 2009 | LDP    |
|                                        | Yasukazu Hamada   | Yasukazu Hamada 浜田靖一 (1955)       | Minister van Defensie                                             | 24 september 2008 | 16 september 2009 | LDP    |
|                                        | Yoichi Masuzoe    | Yoichi Masuzoe 舛添要一 (1948)        | Minister van Volksgezondheid, Arbeid en Welzijn                   | 27 augustus 2007  | 16 september 2009 | LDP    |
|                                        | Ryu Shionoya      | Ryu Shionoya 塩谷立 (1950)            | Minister van Onderwijs, Cultuur, Sport, Wetenschap en Technologie | 24 september 2008 | 16 september 2009 | LDP    |
|                                        | Nariaki Nakayama  | Nariaki Nakayama 中山成彬 (1943)      | Minister van Transport, Infrastructuur en Toerisme                | 24 september 2008 | 28 september 2008 | LDP    |
|                                        | Takeo Kawamura    | Takeo Kawamura 河村建夫 (1942)        | Minister van Transport, Infrastructuur en Toerisme                | 28 september 2008 | 29 september 2008 | LDP    |
|                                        | Kazuyoshi Kaneko  | Kazuyoshi Kaneko 金子一義 (1942)      | Minister van Transport, Infrastructuur en Toerisme                | 29 september 2008 | 16 september 2009 | LDP    |
|                                        | Shigeru Ishiba    | Shigeru Ishiba 石破茂 (1957)          | Minister van Landbouw, Bosbouw en Visserij                        | 24 september 2008 | 16 september 2009 | LDP    |
|                                        | Tetsuo Saito      | Tetsuo Saito 斉藤鉄夫 (1952)          | Minister van Milieu                                               | 1 augustus 2008   | 16 september 2009 | NKP    |
|                                        | Tsutomu Sato      | Tsutomu Sato 佐藤勉 (1952)            | Voorzitter van de Commissie voor Openbare Orde en Veiligheid      | 24 september 2008 | 1 juli 2009       | LDP    |
| Minister zonder portefeuille           | Tsutomu Sato      | Tsutomu Sato 佐藤勉 (1952)            |                                                                   | 24 september 2008 | 1 juli 2009       | LDP    |
| Minister voor Okinawa en de Koerilen   | Tsutomu Sato      | Tsutomu Sato 佐藤勉 (1952)            |                                                                   | 24 september 2008 | 1 juli 2009       | LDP    |
|                                        | Motoo Hayashi     | Motoo Hayashi 林幹雄 (1947)           | Voorzitter van de Commissie voor Openbare Orde en Veiligheid      | 1 juli 2009       | 16 september 2009 | LDP    |
| Minister zonder portefeuille           | Motoo Hayashi     | Motoo Hayashi 林幹雄 (1947)           |                                                                   | 1 juli 2009       | 16 september 2009 | LDP    |
| Minister voor Okinawa en de Koerilen   | Motoo Hayashi     | Motoo Hayashi 林幹雄 (1947)           |                                                                   | 1 juli 2009       | 16 september 2009 | LDP    |
|                                        | Kaoru Yosano      | Kaoru Yosano 与謝野馨 (1938–2017)     | Minister voor Financiële Diensten                                 | 24 september 2008 | 17 februari 2009  | LDP    |
| Minister voor Economische Betrekkingen | Kaoru Yosano      | Kaoru Yosano 与謝野馨 (1938–2017)     |                                                                   | 24 september 2008 | 17 februari 2009  | LDP    |
|                                        | Yoshimasa Hayashi | Yoshimasa Hayashi 林芳正 (1961)       | Minister voor Financiële Diensten                                 | 17 februari 2009  | 16 september 2009 | LDP    |
| Minister voor Economische Betrekkingen | Yoshimasa Hayashi | Yoshimasa Hayashi 林芳正 (1961)       |                                                                   | 17 februari 2009  | 16 september 2009 | LDP    |
|                                        | Akira Amari       | Akira Amari 甘利明 (1949)             | Minister voor Bestuurlijke Vernieuwing                            | 24 september 2008 | 16 september 2009 | LDP    |
|                                        | Seiko Noda        | Seiko Noda 野田聖子 (1960)            | Minister voor Wetenschaps- en Technologiebeleid                   | 24 september 2008 | 16 september 2009 | LDP    |
| Minister voor Consumenten- belangen    | Seiko Noda        | Seiko Noda 野田聖子 (1960)            |                                                                   | 24 september 2008 | 16 september 2009 | LDP    |
| Minister voor Voedselveiligheid        | Seiko Noda        | Seiko Noda 野田聖子 (1960)            |                                                                   | 24 september 2008 | 16 september 2009 | LDP    |
|                                        | Yuko Obuchi       | Yuko Obuchi 小渕優子 (1973)           | Minister voor Gelijkheid                                          | 24 september 2008 | 16 september 2009 | LDP    |
| Minister voor Geboorte Statistieken    | Yuko Obuchi       | Yuko Obuchi 小渕優子 (1973)           |                                                                   | 24 september 2008 | 16 september 2009 | LDP    |